# Höngen (Selfkant)

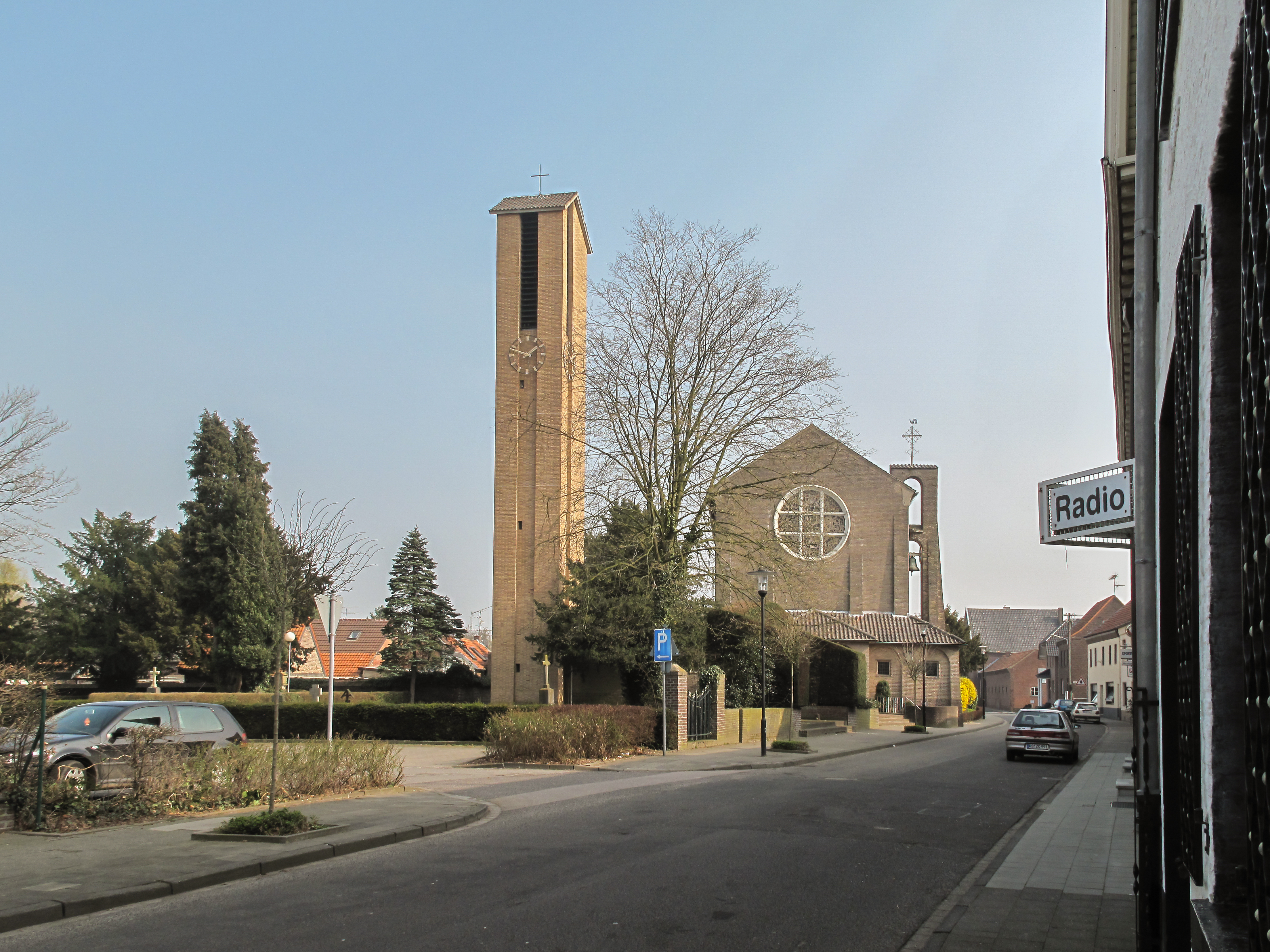
Höngen, kerk in straatzicht

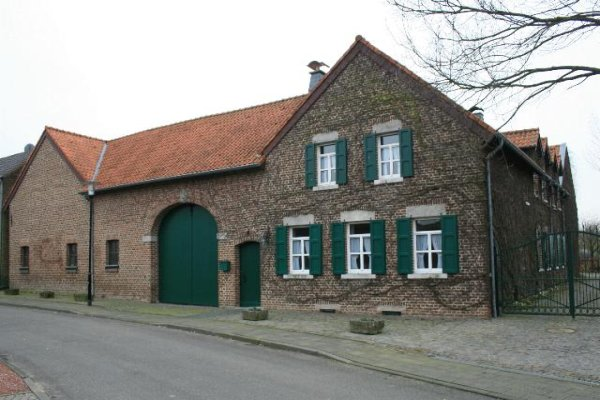
Bakstenen boerderij, bouwjaar 1858 (monument)

Höngen is een plaats in de Duitse gemeente Selfkant in de deelstaat Noordrijn-Westfalen. Het dorp ligt in het noorden van de gemeente aan de voormalige N-274 (nu: Landesstraße 410), die van Koningsbosch naar Brunssum loopt. Het heeft de vorm van een straatdorp en ligt aan de Saeffelbeek.

## Naam
De eerste naamsvermelding, Hoyngen, is van 1277. In het Rijnland liggen meerdere plaatsen met namen als Hoengen / Höngen / Hönningen. Deze namen bevatten mogelijk het bijvoeglijk naamwoord ho(h), dat verband houdt met het woord Höhe (=hoogte). Ze liggen meestal op de helling naast een riviertje of beek.

Het is de vraag hoe de naam Höngen oorspronkelijk moest worden uitgesproken. De spelling met ö lijkt weinig historisch. Wellicht luidde de uitspraak eerder iets als Heuingen, dan als Hungen. Chronologisch vindt men de volgende schrijfwijzen:
1277 Hoyngen
1326 Hoengen
14e eeuw Hoynghe
1404 Hoynden (een schrijffout?)
1533 Hoengen
1666 Hoengen
1912 Höngen

## Geschiedenis
Höngen viel in de middeleeuwen onder de heerlijkheid Heinsberg en vervolgens onder  het Gulikse ambt Millen.
 In de negentiende eeuw werd Höngen, samen met Biesen, Dieck, Gross- en Kleinwehrhagen, een eigen gemeente, die viel onder het Amt Selfkant. In 1828 bedroeg het aantal inwoners 656. Van 23 april 1949 tot 31 juli 1963 viel de Selfkant en daarmee ook de gemeente Höngen onder Nederlands bestuur. Op 1 juli 1969 ging de gemeente op in de nieuw gevormde gemeente Selfkant.

## Bezienswaardigheden
- Katholieke Sint-Lambertuskerk met bijzondere glas-in-lood-versiering, koor van 1866 en schip met toren van 1950
- Haus Dilia, vierkantshoeve van 1782
- Pastorie, 19e eeuw en 1900
- Wegkruizen
- Vakwerkboerderij, aan Lambertusstrasse 4, van omstreeks 1700

## Natuur en landschap
Höngen ligt in de vallei van de Saeffeler Bach, op een hoogte van ongeveer 50 meter.

## Nabijgelegen kernen
Havert, Schalbruch, Koningsbosch, Saeffelen, Tüddern, Süsterseel